# 이시바시 마사시
이시바시 마사시(일본어: 石橋 政嗣, 1924년 10월 6일~2019년 12월 9일)는 12선 중의원 의원을 역임한 일본의 정치인이다.

## 생애
대만일치시기 대만 다이호쿠주 기란군 기란가(지금의 이란현)에서 대만총독부 관리의 장남으로 태어났다. 다이호쿠제일중학교를 졸업한 뒤 다이호쿠고등상업학교(지금의 국립 타이완 대학)에 진학했다. 하지만 태평양 전쟁이 격화하면서 학생 징병 유예 제도가 폐지되어 학교를 조기 졸업한 뒤 징집되어 구마모토육군예비사관학교에 입학했다. 다음 해인 1945년 견습사관이 되었는데 얼마 지나지 않아 일본이 패전했다. 최종 계급은 육군 조장이다.
1946년 구직을 위해 나가사키현 사세보시에 갔다가 동향 사람의 소개로 미군을 위한 근로봉사대에 가입했다. 다른 사람들보다 뛰어난 학력을 가졌던 이시바시는 금방 노동자 대표가 되었고 21살의 나이로 사감이 되었다. 1947년 기지내에서 노동조합을 결성해 서기장이 되었다.
1951년에는 정계에 투신해 일본사회당에 가입한 뒤 나가사키현의회 의원이 되었다. 사회당이 분열하자 사회당 좌파에 속했으며 1955년에는 나가사키현 2구에 입후보해 당선되어 중의원 의원이 되었다. 당내에서 와다 히로오의 파벌에 속했다. 이시바시는 방위 문제에서 두각을 나타냈고 1960년 「일본과 미국 간의 상호 협력 및 안전 보장 조약」 개정 당시 일본의 내각총리대신 기시노부스케를 압박했다.
1966년 비무장 중립론을 제창하며 자위대를 국민경찰대로 개편해 점진적으로 축소하여 비무장 중립을 실현해야 한다고 주장했다. 사회당은 창당 초기에만 해도 군과 자위권을 인정하고 「일본국 헌법」 제9조를 개정해야 한다는 목소리도 많았기에 이시바시의 주장은 강한 비판에 직면했다. 하지만 1980년에 사회당 기관지국에서 『비무장 중립론』이라는 책을 펴냈을 땐 30만 부 이상이 팔리는 베스트셀러가 되었다.
1970년 제34회 정기대회에서 서기장으로 선출됐고 이후 7년 동안 위원장 나리타 도모미와 합을 맞췄다. 이시바시는 경비를 절약해 당의 재정을 재건코자 했으며 한편으로 당의 공식 문서에 쓰이는 말을 일상 생활에서 사용하는 말로 쓰도록 하고 당원들에게 일상 생활을 권하는 등 침체에 빠진 당을 부흥시키기 위해 노력했다. 이시바시의 노력은 일시적인 효과는 있었지만 근본적인 변화를 이끌어내는 데는 실패했다.
1977년 제11회 일본 참의원 의원 통상선거에서 사회당이 패배하자 책임을 지고 나리타와 함께 동반 사임했다. 이후 위원장이 된 아스카타 이치오에 의해 부위원장이 되었지만 아스카타가 소장파 의원인 바바 노보루를 서기장에 발탁하자 이에 항의하는 차원에서 사임했다.
1983년 제13회 일본 참의원 의원 통상선거의 패배에 대한 책임을 지고자 아스카타가 위원장에서 물러난 뒤 이시바시가 후임 위원장이 되었다. 이시바시는 총리대신 나카소네 야스히로에게 비무장 중립론을 세계로 확산시켜야 한다고 주장하며 사회당의 존재감을 내세우고자 했고 공명당, 민사당과 제휴하여 사공민 노선을 추진했다. 자위대에 대해서도 위헌이지만 합법이란 논리를 내세우며 장래에는 자위대가 사라져야 하지만 자위대가 존재하는 지금의 상황을 직시해야 한다고 주장했다. 이른바 위헌합법론에 대해 당내 비판이 일자 이시바시는 1표의 차이가 너무 커서 위헌이라 판결한 선거 결과를 합법이라 인정한 최고재판소의 판결문을 바탕으로 위헌합법론을 위헌법적 존재로 수정했다.
1986년에 「일본사회당 신선언」을 채택했다. 이는 프롤레타리아 독재를 목표로 하여 마르크스-레닌주의에 기반해 1964년에 채택된 「일본에서 사회주의로의 길」을 역사적 문서로 규정하고 사회당이 서구식 사회민주주의 정당으로 다시 태어나겠다는 것을 선언한 것이었다.
사회당은 여당인 자유민주당에 대한 대안을 제시하는 것이 자본주의 사회를 시인하는 것으로 이어진다며 이를 막아버렸다. 이시바시는 사회당이 해야 할 것은 무엇이든 반대하는 정당이 아니고 일본공산당을 포함한 야당이 공투하는 것도 아닌 자민당과 교대로 정권을 담당할 수 있는 정당으로 인정받는 것이라 믿었다. 서구의 사민주의 정당들은 외교나 안보 등 국가의 기본 정책에서 보수와 비슷한 입장에 서 있으며 생활에 뿌리를 둔 세부 정책에서 경쟁하는 현실적 노선을 취하고 있는데 사공민 노선이 이를 위한 제일보가 될 수 있다고 이시바시는 생각했다.
하지만 국민들을 끌어들일 수 있는 정책을 제시하지 못한 채 겉으로만 자민당과 대립하고 물밑에선 국대 정치를 통해 자민당과 협상하는 것이 당시 사회당의 현주소였다. 지방 정치에선 한 층 더 나아가 자공민 연립에 사회당까지 참여한 올 여당 체제가 형성되어 있었다. 정책 입안 능력을 상실하고 마르크스-레닌주의를 떨쳐내지 못하며 조선민주주의인민공화국과 밀월 관계를 형성하고 비무장 중립론에 집착하는 모습은 유권자들이 사회당으로부터 이탈하도록 만들었다. 그리고 사회당을 떠난 유권자들은 자민당 내 개혁파에게 기대를 거는 게 낫다고 생각하기 시작했다.
그리고 1986년 6월 총선에서 사회당은 1955년 통합 이래 86석이라는 가장 낮은 기록을 남기며 참패했다. 이시바시는 책임을 지고 위원장에서 물러났다.
후임 위원장이 된 도이 다카코에게 중도 정당과의 제휴를 강화해야 한다고 조언했고 도이도 이를 받아들였지만 당내 좌파는 이에 대한 반발이 심했다. 다만 자민당이 추진한 소비세 도입 문제에 대해선 중도 정당과 함께 반대했다.
1990년 총선을 앞두고 도이는 사회당이 180명을 입후보시키며 이시바시에게도 협력을 구했지만 이시바시는 다른 야당과의 신뢰 관계를 무너뜨릴 수 있다며 거부했다. 그리고 도이의 정책에 대한 항의 차원에서 정계 은퇴를 선언했다. 결과적으로 사회당은 149명을 입후보시켰고 공명당, 민사당, 사회민주연합을 다 합치면 257명을 입후보시켰는데 자민당은 혼자서 338명을 입후보시켜 격차를 여실히 보여주었다. 다만 이른바 도이 붐을 일으키는 데 성공해 136명이 당선하여 제1야당으로의 체면은 지켜냈다.
은퇴한 이시바시는 회상록 등을 집필하며 여생을 보냈다. 1994년 총리부 상훈국에서 훈1등 욱일대수장 서훈 의사를 타진했지만 거절했다. 상훈국은 10년 동안 꾸준히 서훈 의사를 밝혔지만 이시바시는 마지막까지 거절했다.
2019년 후쿠오카시의 한 병원에서 향년 95세로 사망했다.

## 통일협회 비판
세계평화통일가정연합(통일교)이나 통일교를 모체로 하는 반공 정치단체 국제승공연합에 대해 엄중히 대처해야 한다고 정부에 요청한 적이 있었다. 1977년 2월 7일 중의원 예산위원회에서 통일교에게 피해를 본 사람이 다수 있다고 지적하며 당시 총리대신이던 후쿠다 야스오에게 "이 이상 방치할 수는 없다"라고 호소했다. 또한 1956년 양원 법무위원회가 만장일치로 결의한 부정한 종교 활동에 대한 결의를 인용하며 통일교 문제를 엄정히 조사해줄 것은 문부성에 요구했다.
한편 "자민당, 통일교, 국제승공연합, 희망의 날 페스티발, 이런 것들이 어떻게 연결되어 있는가 하는 의문을 많은 사람이 가지고 있다. 이 의문에 명쾌하게 대답하기 위해서도 철저하게 조사해줄 것을 진심으로 바란다"라며 자민당과 통일교의 관계성을 언급하여 다른 의원들로부터 박수를 받았다.
이시바시의 이 국회 질문은 큰 파장을 일으켰는데 사회당 의원 니시미야 히로시에 의하면 통일교 관계자로부터 "이시바시의 발언은 신교의 자유를 침해하는 것이 아닌가"라는 항의가 자주 들어왔다고 말했다. 통일교 피해자들은 편지를 보내는 것으로 이시바시를 응원했는데 1977년 4월 6일 중의원 법무위원회 심의에 내용의 일부가 소개되어 있다.

## 역대 선거 기록
|  | 16.5% |

|  | 16.7% |

|  | 21.5% |

|  | 17.4% |

|  | 19.9% |

|  | 18.5% |

|  | 26.5% |

|  | 28.2% |

|  | 17.3% |

|  | 20.1% |

|  | 23.5% |

|  | 17.2% |